# Снов (заказник)
«Снов» — гидрологический заказник местного значения, крупнейший заказник района и области, 4-й по площади природоохранный объект области (уступая Межреченскому ландшафтному парку, Ичнянскому и Мезинскому национальным паркам), расположенный на севере Корюковского района (Черниговская область, Украина). Заказник создан 21 марта 1995 года. Площадь — 7 486 га. Находится под контролем Сновской городской общины.

## История
Был создан решением Черниговского областного совета от 21.03.1995 года.

## Описание
Заказник создан для охраны болотного массива в пойме Снова, который имеет водорегулирующее значение.
Территория заказника охватывает всю территорию поймы Снова, а также правой притоки Цата (что на крайнем севере района), на территории Сновского района севернее Сновск. Ограничен населёнными пунктами по обе стороны: на западе (с севера на юг) — Горск, Песчанка, Жоведь, Новые Боровичи, Старые Боровичи, Гвоздиковка; на востоке (с севера на юг) — Елино, Безугловка, Загребельная Слобода; на юге — Сновск; на севере — российской границей и селом Клюсы.
Ближайший населённый пункт — 9 сёл (вышеперечислены) Корюковского района Черниговской области Украины, город — Сновск.

## Природа
В заказнике «Снов» наблюдается компонирование открытых заболоченных эвтрофных осоковых и лесистых ольховых (с кустарниковыми ивами) участков.